# Тэнга Ринпоче
Тэнга Ринпоче (6 августа 1932, Кхам — 30 марта 2012, Катманду) — третье перерождение Самтен-ламы, высокий лама в иерархии линии Карма Кагью тибетского буддизма, один из главных тулку монастыря Бенчен (англ. Benchen Monastery).

## Самтен-лама
Первое перерождение Тэнги Ринпоче — Самтен-лама — был учеником 7-го Сангье Ньенпы. Он достиг реализации, практикуя в качестве йидама Карма Пакши, а также защитников Махакалу и Шинг Кьонг (один из главных защитников монастыря Бенчен).

## Тэндзин Чогьял
Второе перерождение было распознано 8-м Сангье Ньенпа Ринпоче. Тэндзин Чогьял провел два 3-х летних ретрита под руководством 1-го Джамгон Конгтрула Лодро Тхае, который сказал ему по их прошествию: «Теперь твоя реализация не отличается от моей» и сделал его ретритным мастером в своем ретритном центре. Впоследствии Джамгон Конгтрул посоветовал Тэндзин Чогьялу вернуться в Бенчен, так как после смерти 8-го Сангье Ньенгпы монастырь нуждался в руководстве.

## Тэнга Ринпоче
3-е перерождение — Тэнга Ринпоче был распознан в возрасте 7-ми лет. Предсказание о именах его родителей, а также дате и месте рождения было сделано 11-м Ситу Ринпоче по просьбе 9-го Сангье Ньенпы Ринпоче. В возрасте 19-ти лет Тэнга Ринпоче получил полное монашеское посвящение и имя Карма Тензин Тринлей Пал Сангпо. Он получил всеобъемлющее буддийское образование в монастырях Бенчен и Палпунг от 9-го Сангье Ньенпы Ринпоче, Гелек Друбпе Ньимы и предыдущих Тай Ситу Ринпоче и Джамгон Конгтрула Ринпоче.
«Тэнга» — на самом деле прозвище, которое было дано Ринпоче в детстве, предыдущие перерождения не были известны под этим именем. Тэнга — сокращение от «ТЭН па ла ГА ва», что означает «тот, кто любит учение [Будды]». Это имя отображает, что ещё с детства Ринпоче проявлял большой интерес к практике Дхармы.
Он обучался тантрическим ритуалам и философии у многих мастеров. У своего дяди он обучался традиционной тибетской медицине. Тэнга Ринпоче закончил своё образование трехлетним ритритом. В 1959 году, после китайской оккупации Тибета, он покинул свою родину вместе с 16-м Кармапой. После года в Калимпонге он переехал в Румтек, главную резиденцию 16-го Кармапы. Там он служил Его Святейшеству 16-му Кармапе в течение 17 лет, последние 9 из которых он являлся Дордже Лопоном (Ваджрным мастером). В 1974 году он сопровождал Кармапу во время его визита в Европу и Америку. С 1976 Тэнга Ринпоче живёт в Сваямбхунатхе (Непал), где он организовал Бенчен Пунцок Даржелинг Монастырь и ритритный центр в Пхарпинге. С 1978 он также часто давал учения в Европе.
Тэнга Ринпоче признал Ургьен Тринлея в качестве 17-го перерождения Кармапы. В частности, он посетил 17-го Гьялванг Кармапу в Цурпу в 1993.